# SRCM Mod. 35
A Mod SRCM. 35 é uma granada de mão que foi emitida pela primeira vez para o Exército Real Italiano em 1935, servindo durante a Segunda Guerra Mundial e até a década de 1980. Apelidada de "Red Devil" (Diabo Vermelho) pelos britânicos em 1941-1942 durante a Campanha do Norte da África, devido à cor vermelha do tipo mais comum.

## Descrição
Pôsta em serviço em 1935, a SRCM Mod. 35, juntamente com a OTO Mod. 35 e a Breda Mod. 35 representaram a nova geração de granadas de mão com as quais o Exército Real Italiano enfrentou a Segunda Guerra Mundial. Após o Armistício de Cassibile, foi adotada como Handgranate 328 pelas forças alemãs na Itália. Foi usada pelo Exército Italiano até o final da década de 1980 e pelas Forças Armadas de Malta (fornecidas pela MIATM).
A Mod SRCM. 35 é uma granada de mão do tipo ofensiva, o que significa que espalha estilhaços leves, letais em um raio menor que a distância máxima do lançamento, tendo como objetivo cobrir o avanço do lançador sem que este tenha que buscar cobertura. O alcance típico de lançamento é de 20 a 25 m e o alcance efetivo dos estilhaços é de 10 a 15 m. O invólucro externo da granada é de alumínio, contendo 43 g de TNT e dinitronaftaleno com um fio interno enrolado que se transforma em estilhaços no momento da explosão. Possui duas travas de segurança, uma manual composta por uma barra transversal com alça de latão e uma automática, composta por uma barra transversal de alumínio conectada a uma alça externa.
Durante a guerra, as SRCM também foram usadas como minas antipessoal com as modificações apropriadas. Montada sem segurança, dentro de uma estrutura tubular com um pino saliente que funcionava como percussor. Ao ser pisada, o percussor batia no tubo e atingia o fusível da granada.

## Problemas
Na SCRM 35, os projetistas italianos criaram uma granada compacta que foi projetada para explodir com o impacto, mas também ganhou a reputação de ser espetacularmente perigosa. A Red Devil ganhou seu apelido por dois motivos: o código de cores do material bélico italiano para Alto Explosivo era vermelho e quando os Aliados encontravam as granadas não detonadas, às vezes tinham o hábito de disparar após o fato.
A Red Devil era ativada puxando uma aba de borracha que liberava um anel de segurança. Uma vez lançada ao ar, uma tampa de segurança envolvendo parcialmente o corpo de alumínio pintado de cores vivas desengatava e armava parcialmente a granada. Uma pequena corrente dentro da tampa funcionava como uma segunda segurança, afastando-se e preparando a granada para a detonação.
Ao contrário de quase todas as outras granadas do século XX, a Red Devil não utilizava uma reação química cronometrada para acender a carga explosiva. A granada, assim que a sua segurança fosse desativada, explodiria com o impacto.
A Red Devil tinha uma pequena veneziana embutida no corpo. Somente quando a granada atingisse uma superfície com força suficiente o obturador se moveria, permitindo que um percussor dentro da granada acendesse a carga explosiva. A Red Devil foi projetada para explodir, enviando estilhaços, não importa como a granada caísse.
Embora as seguranças tenham se mostrado confiáveis, sempre houve problemas com a granada permanecendo sem explodir. No Norte de África, as forças britânicas durante a Segunda Guerra Mundial encontrariam estas granadas de mão pintadas de vermelho não detonadas. E, ocasionalmente, quando uma granada era recolhida, o percussor acionava e detonava.

## Versões
As granadas produzidas no pós-guerra eram pintadas na cor caqui e usando o mesmo esquema de linhas coloridas para as várias versões.

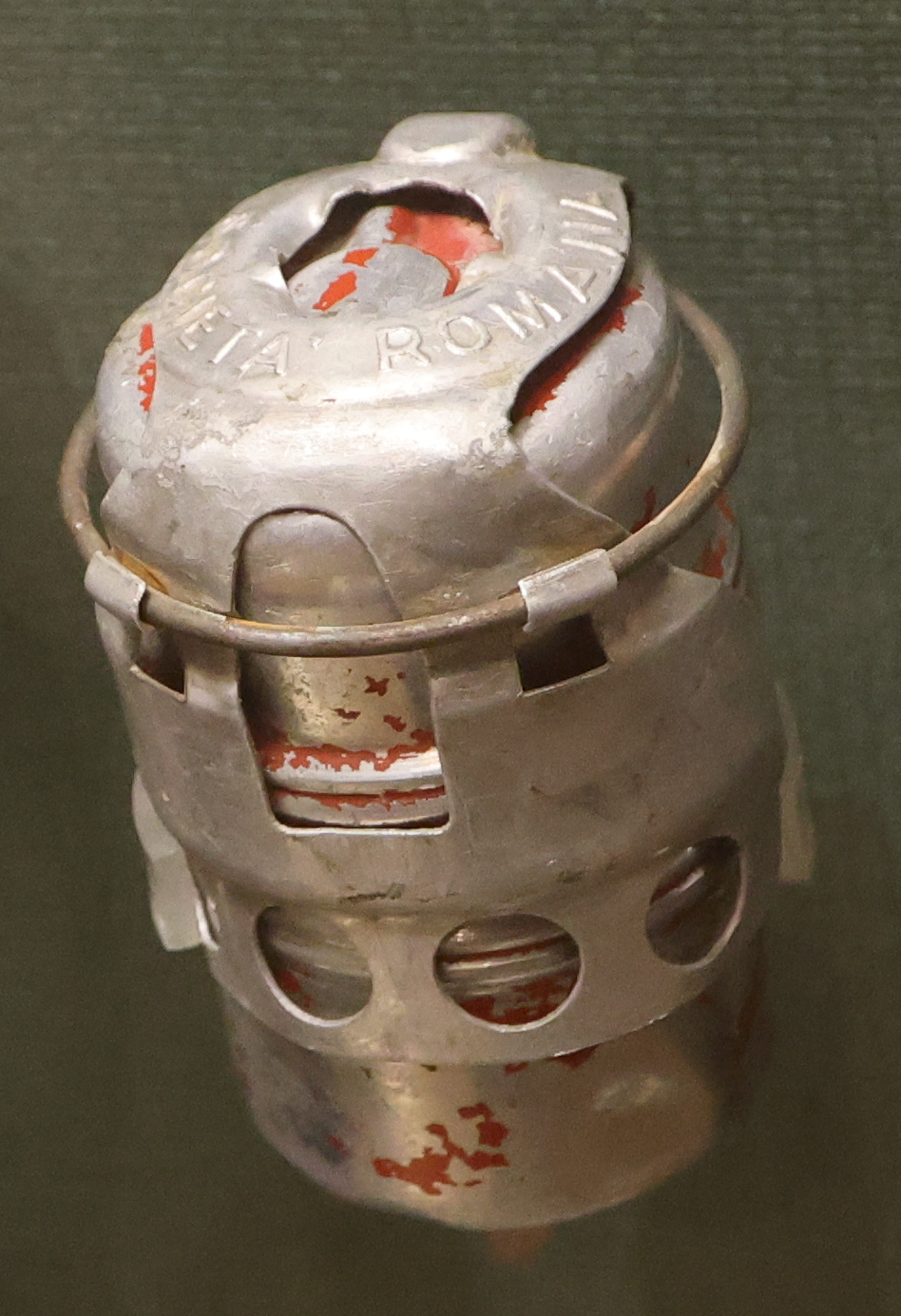
Granada recuperada durante a Emergência de Adem

| Version                         | Picture | Comment |
| ------------------------------- | ------- | --- |
| Guerra                          |         | Carcaça de cor vermelha. |
| Guerra - Regia Marina           |         | Branca com listra vermelha, carregada com TNT.                                                                                            |
| Fumaça                          |         | Amarela durante a guerra, vermelha depois da guerra; reconhecível por muitos buracos grandes na carcaça externa.                          |
| Fumaça incendiária              |         | Para uso operacional, sem furos, metade superior vermelha, metade inferior preta com marcações F e F1 na parte inferior, respectivamente. |
| Carga reduzida para treinamento |         | Vermelha com listras marrons e azuis, carga é uma mistura de 5 g de fumaça, cabo sem fio interno de estilhaços.                           |
| HE                              |         | Vermelha com linha amarela, carga de TNT de alto potencial.                                                                               |